# Rango (Bleggio Superiore)
Rango (Ranch nel dialetto trentino) è una frazione del Comune di Bleggio Superiore, in provincia di Trento; è rimasto uno dei borghi più caratteristici del Trentino, ed è stato inserito nel 2006 nel circuito dei borghi più belli d'Italia.

## Descrizione

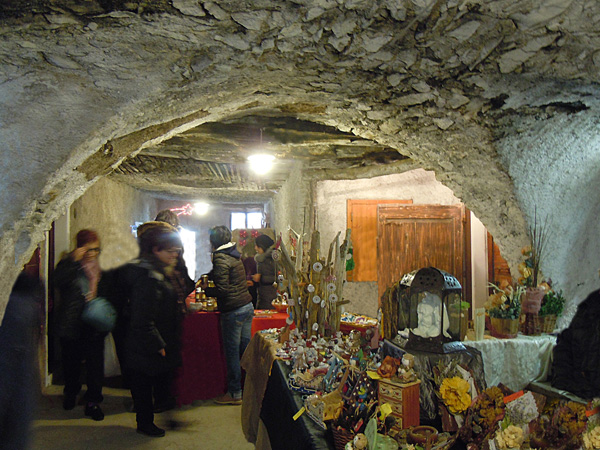
Mercatino di Natale sotto gli antichi volti

La struttura del paese con le sue antiche case addossate le une alle altre e collegate da portici, androni e corti interne, rammenta quella dei paesi fortificati.
Da visitare la chiesa parrocchiale del XV secolo.
Durante il periodo natalizio nelle case e negli androni del borgo si svolge un coloratissimo Mercatino di Natale.
Un'antica strada bianca (tuttora utilizzata quotidianamente per l'accesso rurale) che ha origine nella parte alta del paese consente di raggiungere con una passeggiata non impegnativa il Passo del Durone (1.039 m s.l.m.).
In epoca rinascimentale (XV -XVI secolo) era attivo un buon artigianato fittile. Veniva fabbricato vasellame ingobbiato, graffito e invetriato, nonché olle a pugno e mattonelle da stufa. 

## Storia

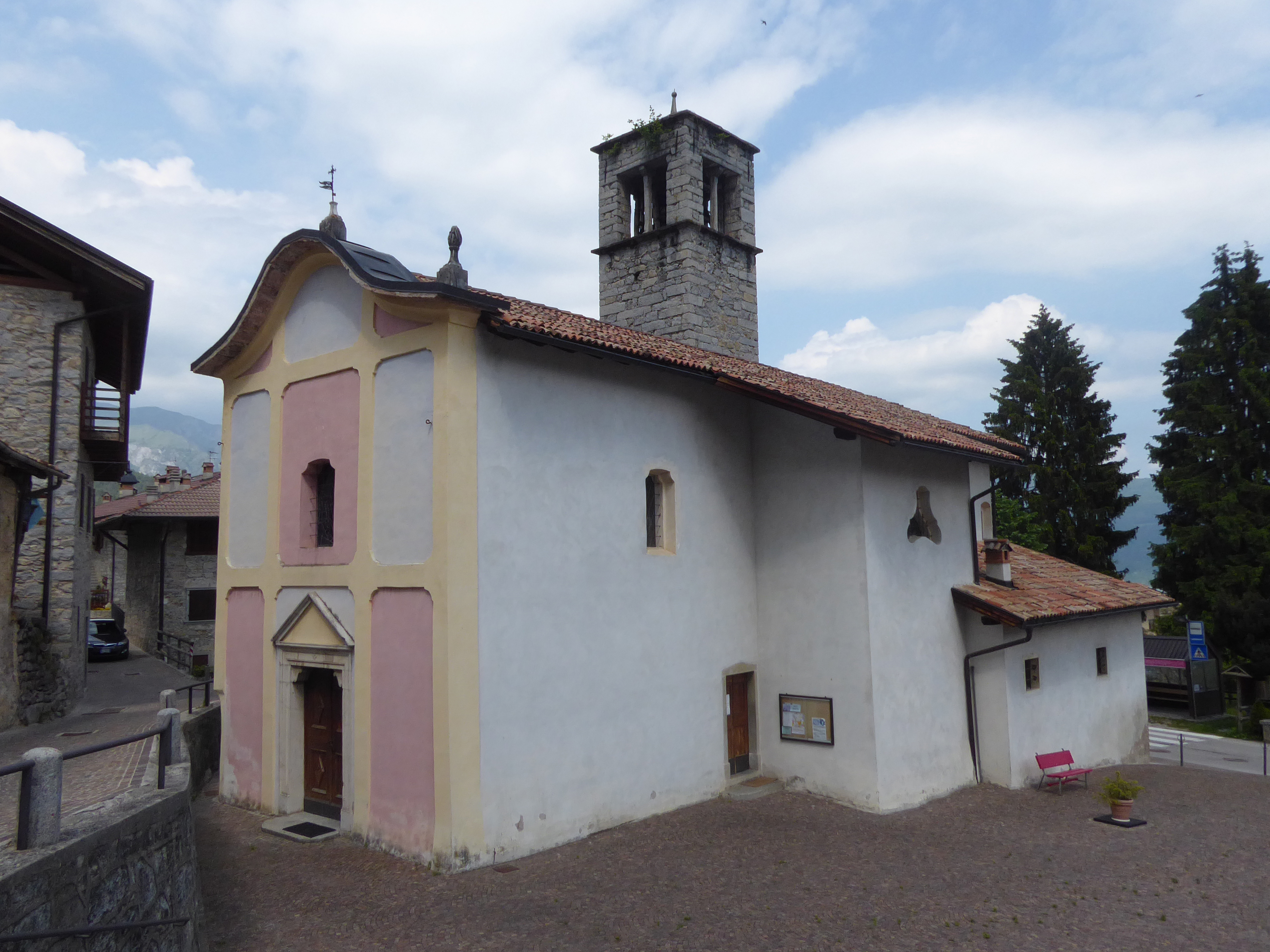
La chiesa dell'Annunciazione di Maria

Rango era anticamente posto lungo la “strada imperiale” che dal lago di Garda porta verso la Val di Sole.
Nel XIX secolo ha subito alcuni incendi distruttivi. Tra questi si ricorda quello del 17 novembre 1884.
Sempre sul finire dell'Ottocento risulta inoltre interessante una vicenda legata ad un presunto caso di spiritismo di una ragazza del paese di Rango che destò scandalo "anche fuori delle Giudicarie nelle vallate circonvicine". Da questa vicenda deriva il nome di uno dei portici di Rango all'imbocco della casa dove viveva la ragazza con la sua famiglia, chiamato "portec del diavol".